# آفرودیت توانا
آفرودیت توانا (انگلیسی: Mighty Aphrodite) فیلمی در ژانر کمدی رمانتیک به کارگردانی وودی آلن است که در سال ۱۹۹۵ منتشر شد.
میرا سوروینو توانست به‌خاطر بازی در این فیلم برای دریافتِ جایزه اسکار بهترین بازیگر نقش مکمل زن نامزد شود.

## خلاصه فیلم
لنی و آماندا پسرخوانده‌ای به نام مکس دارند که مشخص می‌شود یک نابغه است. لنی بسیار علاقه‌مند است پدر و مادر واقعی او را پیدا کند چون فکر می‌کند آن‌ها هم باید نابغه باشند و…

## بازیگران
- میرا سوروینو
- هلنا بونهام کارتر
- مایکل راپاپورت
- اف. موری آبراهام
- وودی آلن
- پیتر ولر
- المپیا دوکاکیس
- کلیر بلوم
- جک واردن
- دیوید اوگدن استایرس
- پل جیاماتی
- دونالد سیمنیگتون
- رزمری مورفی
- جین اسمیت-کمرون